# Sarqan
Sarqan oder Sarqant (kasachisch Сарқан oder Сарқант; russisch Сарканд Sarkand) ist eine Stadt im Gebiet Schetissu in Kasachstan. Sarqan hat 10.630 Einwohner (Stand 2020). Sie besitzt seit 1968 die Stadtrechte und ist Verwaltungssitz des gleichnamigen Kreises Sarqan.
Die Stadt liegt am Nordrand des Dsungarischen Alatau, 135 km östlich vom Bahnhof Mulaly (Мулалы), an der Eisenbahnlinie zwischen Semei und Almaty. Sarqan befindet sich 185 km nordöstlich von Taldyqorghan an der Fernstraße nach Semei. Der gleichnamige Fluss Sarqan durchfließt die Stadt.

## Bevölkerung
Bei der Volkszählung 1999 hatte Sarqan 15.347 Einwohner. Die Volkszählung 2009 ergab für den Ort eine Einwohnerzahl von 14.305. Bei der letzten Volkszählung 2021 lebten 17.907 Menschen in Sarqan. Die Fortschreibung der Bevölkerungszahl ergab zum 1. Januar 2025 eine Einwohnerzahl von 17.746.
| Einwohnerentwicklung               | Einwohnerentwicklung | Einwohnerentwicklung | Einwohnerentwicklung | Einwohnerentwicklung | Einwohnerentwicklung | Einwohnerentwicklung | Einwohnerentwicklung |
| 1939                               | 1959                 | 1970                 | 1979                 | 1989                 | 1999                 | 2009                 | 2021                 |
| ---------------------------------- | -------------------- | -------------------- | -------------------- | -------------------- | -------------------- | -------------------- | -------------------- |
| 9.512                              | 12.347               | 18.296               | 19.751               | 20.913               | 15.347               | 14.305               | 17.907               |
| Anmerkung: Volkszählungsergebnisse |                      |                      |                      |                      |                      |                      |                      |

## Söhne und Töchter der Stadt
- Tajyr Mansurow (* 1948), Politiker
- Natalja Korschowa (* 1958), Politikerin